# Царская невеста (опера)
«Царская невеста» — опера в четырёх действиях Николая Римского-Корсакова по драме Льва Мея в обработке Ильи Тюменева. Первое представление состоялось 22 октября 1899 года в театре Московского товарищества частной русской оперы.

## История создания
Опера была начата в феврале 1898 года и закончена 24 ноября того же года. Либретто было создано самим композитором по драме Мея, причем с сохранением не только общего плана драмы, но и многих текстов из неё. Небольшие изменения и добавления для арий и ансамблей делал бывший ученик Римского-Корсакова Илья Тюменев. Летом того же года в Вечаше Римский-Корсаков показывал оперу В. И. Бельскому. В одном из писем к нему сам автор характеризует свою оперу в шутливой манере:
… было б хорошо, когда б в Вечашу
Приехали вы к нам, на долю нашу
Взглянуть, послушать Царскую невесту.
В ней есть Andante, Moderato, Presto,
Ансамбли, арии, речитативы,
Мелодии, аккорды, лейтмотивы.
И кривда драматическая есть,
А правды музыкальной и не счесть….
К последним двум строчкам автор сделал примечание: «Слова кривда и правда, а также драматическая и музыкальная могут быть переставлены. Это зависит от точки зрения на оперную музыку».
Написание этой оперы было связано с желанием автора создать оперу, в которой он мог бы показать богатство и драматические возможности традиционных оперных форм, а также настоящей вокальной кантилены (в противовес кучкистским устремлениям к отказу от мелодий ариозного типа и замкнутых оперных номеров).
Ещё на стадии работы над оперой летом 1898 года было решено, что её премьера пройдёт в театре Мамонтова, тем более, что партию Марфы композитор писал «в расчете на голос и умение» Н. И. Забелы. Однако между Мамонтовым и Римским-Корсаковым возникли разногласия по поводу распределения остальных ролей. Переписка между ними внезапно прекратилась, а вскоре после этого Мамонтов перестал участвовать в деятельности Частной оперы по независящим от него причинам. Премьера оперы состоялась в Москве 22 октября 1899 с блестящим успехом, который во многом способствовал дальнейшему существованию Частной оперы в виде самостоятельного Товарищества.

## Действующие лица
- Василий Степанович Собакин, новгородский купец — бас
- Марфа, его дочь — сопрано
- Григорий Григорьевич Грязной, опричник — баритон
- Малюта Скуратов, опричник — бас
- боярин Иван Сергеевич Лыков — тенор
- Любаша, любовница Грязного — меццо-сопрано
- Елисей Бомелий, царский лекарь — тенор
- Домна Ивановна Сабурова, купеческая жена — сопрано
- Дуняша, её дочь, подруга Марфы — контральто
- Петровна, ключница Собакиных — меццо-сопрано
- Царский истопник — бас
- Сенная девушка — меццо-сопрано
- Молодой парень — тенор
- Два знатных всадника

- Опричники, песенники и песенницы, плясуньи, бояре и боярыни, сенные девушки, слуги, народ

## Сюжет
Действие происходит в Александровской слободе осенью 1572 года

### Первый акт. «Пирушка»
Боярин Грязной в тяжёлом раздумье: он горячо полюбил Марфу, но она просватана за Ивана Лыкова. Чтобы забыться, Грязной устраивает пирушку. Приходят гости, среди них — Иван Лыков, недавно возвратившийся из поездки по Европе царский лекарь Елисей Бомелий, Малюта Скуратов. Грязной представляет свою любовницу Любашу. Когда гости стали уходить, Грязной задержал Бомелия: «Есть у меня приятель, зазнобила ему сердечко красная девица». После чего спросил — нет ли такого зелья, чтоб девица полюбила друга? Бомелий отвечает, что есть такое зелье, чтобы девушка полюбила. Грязной уговаривает Бомелия приготовить это зелье, посулив награду, и лекарь соглашается его сделать. Их разговор подслушала Любаша.

### Второй акт. «Приворотное зелье»
После церковной службы на улице Марфа и Дуняша ждут Лыкова. На девушек обращает внимание проезжавший мимо всадник, в котором они не узнали Ивана Грозного. Вскоре появляются Собакин и Лыков, все идут к Собакиным. Вечером Любаша приходит к Бомелию и просит отравляющее зелье, чтоб извести в лице Марфы соперницу за любовь Грязного. Взамен Бомелий требует любви, ставит Любашу в безвыходную ситуацию. Она соглашается.

### Третий акт. «Дружко»
Дома у Собакина Лыков и Грязной в ожидании. Царь собрал на смотрины 2000 девушек, из которых осталось только 12, среди них Дуняша и Марфа. Опасаются, что царь может выбрать Марфу, тогда не быть её свадьбе с Лыковым. Грязной вызывается быть на свадьбе дружкой. Приходит Домна Сабурова и рассказывает, что Иван Грозный «положил глаз» на Дуняшу, и скорее всего невестой быть ей. Грязной предлагает за это выпить, наливает в бокалы мёд, Марфе подсыпает зелье. Но Любаша поменяла зелья и вместо приворотного тот подсыпает девушке отравляющее. Приходят Дуняша и Марфа, которая выпивает мёд с зельем. Сабурова и Дуняша поют величальную песню жениху Лыкову и невесте Марфе. Неожиданно в дом приходят бояре во главе с Малютой Скуратовым с новостью: царь выбрал в жёны именно Марфу.

### Четвёртый акт. «Невеста»
Перед свадьбой Марфа живёт в царских палатах, её губит неизвестный недуг. Появляется Грязной и говорит, что под пыткой Лыков признался, что хотел отравить Марфу, за что по приказу царя казнён. Марфа в безумии принимает Грязного за Лыкова. Грязной понимает, что желая приворожить Марфу, он её отравил. Не выдержав, он сознаётся во всём: это он оклеветал Лыкова, он подсыпал зелье для приворота, а оно оказалось отравой. Просит бояр забрать его, но прежде разделаться с Бомелием. Появляется Любаша и говорит, что зелье подменил не Бомелий, а она сама. Рассказывает, что подслушала разговор и подменила зелье, от которого Марфа совсем зачахнет и умрёт. В гневе Грязной закалывает Любашу и прощается с Марфой, которая в безумии снова принимает его за Лыкова и поёт «Приходи же завтра, Ваня». Занавес.

## Постановки
- 22 октября 1899 — Москва, Товарищество частной оперы (дирижёр Ипполитов-Иванов, режиссёр Шкафер, художник Врубель; Собакин — Мутин, Марфа — Забела-Врубель, Грязной — Шевелев, Малюта Скуратов — Тарасов, Лыков — Секар-Рожанский, Любаша — Ростовцева, Бомелий — Шкафер, Сабурова — Гладкая, Дуняша — Страхова).
- 30 октября 1901 — Санкт-Петербург, Мариинский театр (дирижёр Направник и Блуменфельд, художник Иванов и Ламбин; Собакин — Сибиряков, Марфа — Больска, Грязной — Тартаков, Малюта — Антоновский, Лыков — Орешкевич, Любаша — Славина, Бомелий — Даверин-Кравченко, Сабурова — Гладкая);
- 1916 — Большой театр (дирижёр Купер, постановка Оленина, художник Коровин, Голова, Дьячков; Собакин — В. Петров, Марфа — Нежданова, Грязной — Савранский, Малюта — Цесевич, Лыков — Куржиямский, Любаша — Павлова, Бомелий — Эрнст, Дуняша — Антарова).
- 1924 — Ленинградский театр оперы и балета (дирижёр Самосуд).
- 1926 — Москва, на открытии Оперной студии-театра имени Станиславского (постановка Станиславского, музыкальный консультант Сук, дирижёр Жуков, художник Симов), Москва.
- 1937, 1955, 1962, 1966 — Москва, Большой театр.
- 1944 — возобновление Музыкальным театром Станиславского и Немировича-Данченко.
- 2004 — Самарский академический театр оперы и балета (музыкальный руководитель и дирижёр — заслуженный деятель искусств России Владимир Коваленко, режиссёр-постановщик — заслуженный деятель искусств России Георгий Миллер (Челябинск), художник-постановщик — Станислав Фесько (Екатеринбург), художник по костюмам — Светлана Пономаренко, хормейстер-постановщик — заслуженный деятель искусств России Валерия Навротская).
- 2005 — Москва, Новая опера (постановка Грымова, сценография Владимира Максимова, костюмы Марии Даниловой, хормейстер Андрей Лазарев, художник по свету Сергей Мартынов).
- 26 ноября 2009 — Екатеринбургский государственный академический театр оперы и балета (дирижер-постановщик Клиничев, постановка Михаила Панджавидзе, хормейстер-постановщик заслуженный деятель искусств России Валерий Копанев)
- 2014 — Санкт-Петербург, Михайловский театр (режиссёр-постановщик Могучий, музыкальный руководитель и дирижёр Татарников, художник-постановщик и художник по костюмам Максим Исаев, художник по свету Александр Кибиткин, главный хормейстер Владимир Столповских).
- 2014 — Москва, Большой театр (режиссёр-постановщик Юлия Певзнер, музыкальный руководитель и дирижёр Рождественский, сценограф Альона Пикалова по мотивам сценографии академика Федоровского (1955), художник по костюмам Елена Зайцева, главный хормейсетр Валерий Борисов, художник по свету Исмагилов, хореограф Екатерина Миронова; Собакин — Маторин, Марфа — Ольга Кульчинская, Грязной — Александр Касьянов, Любаша — Кулаева, Скуратов — Олег Цыбулько).
- 16 декабря 2017 — Уфа, Башкирский государственный театр оперы и балета.

Среди лучших исполнителей: Антонина Нежданова, Валерия Барсова, Елена Степанова, Елена Катульская, Наталья Шпиллер, Елизавета Шумская, Ирина Масленникова (Марфа); Надежда Обухова, Бронислава Златогорова, Вера Давыдова, Вероника Борисенко, Лариса Авдеева, Тамара Синявская, Елена Образцова, Анита Рачвелишвили (Любаша); Сергей Мигай, Николай Ушаков, Евгений Кибкало, Анджей Белецкий (Грязной), Владимир Маторин, Агунда Кулаева.
Постановки в других городах: Хельсинки (1906), Минск (1933, 1938, 1949, 2015), Харьков (1937, 1940, 1945, 2013), Баку (1938, 1944), Тбилиси (1939, 1952), Ереван (1940), Алма-Ата (1940, 1946, 1957), Львов (1945), Ташкент (1945, 2008), Одесса (1946, 1957), Рига (1950), Вильнюс (1952), Душанбе (1953), Ашхабад (1956), Таллин (1959), Йошкар-Ола (2011), Москва (17 марта 2015 г.), Краснодар (2019).
Постановки за рубежом: Прага (1902), Хельсинки (1927), Париж (1911, на русском языке), Нью-Йорк (1922, на русском языке), Берлин (1923), София (1923), Любляна (1924), Загреб (1924), Лондон (1931, на русском языке), Таллин (1932), Брио (1934), Стокгольм (1945), Лондон (2011), Берлин (2013) и Милан (2014) (на русском языке, режиссёр-постановщик Черняков).

## Записи
Аудиозаписи
| Год   | Организация | Дирижёр           | Солисты | Издатель и каталожный номер                        | Примечания                         |
| ----- | --- | ----------------- | --- | -------------------------------------------------- | ---------------------------------- |
| 1943  | Хор и оркестр Большого театра                                                                                      | Лев Штейнберг     | Собакин — Максим Михайлов, Марфа — Наталья Шпиллер, Грязной — Пётр Медведев, Лыков — Анатолий Орфёнов, Любаша — Мария Максакова, Сабурова — Софья Панова                                    | Мелодия М10-43753-8 (1981)                         |                                    |
| 1953? | Хор и оркестр Государственного театра оперы и балета им. Т. Г. Шевченко УССР (Национальная опера Украины)          | Владимир Пирадов  | Собакин — Борис Гмыря, Марфа — Елизавета Чавдар, Грязной — Михаил Гришко, Лыков — Пётр Белинник, Любаша — Лариса Руденко, Сабурова — Вера Любимова                                          | Мелодия Д-02307-14 (1954), Д 06589-94 (1960; 1968) |                                    |
| 1958  | Хор и оркестр Большого театра                                                                                      | Евгений Светланов | Собакин — Александр Ведерников, Марфа — Елизавета Шумская, Грязной — Алексей Иванов, Лыков — Андрей Соколов, Любаша — Вероника Борисенко, Сабурова — Татьяна Тугаринова                     | Aquarius — The Best of Opera                       |                                    |
| 1972  | Хор и оркестр Ленинградского государственного академического театра оперы и балета им. Кирова (Мариинского театра) | Владимир Федотов  | Собакин — Игорь Наволошников, Марфа — Галина Ковалёва, Грязной — Владимир Киняев, Малюта Скуратов — Владимир Морозов, Лыков — Михаил Егоров, Любаша — Ирина Богачёва, Бомелий — Иван Бугаев |                                                    | Запись 30.12.1972 (не издавалась?) |
| 1973  | Хор и оркестр Большого театра                                                                                      | Фуат Мансуров     | Собакин — Евгений Нестеренко, Марфа — Галина Вишневская, Грязной — Владимир Валайтис, Лыков — Владимир Атлантов, Любаша — Ирина Архипова, Сабурова — Элеонора Андреева                      | Мелодия CM 03899-904 (3 LP), MEL CD 1001876 (2014) |                                    |
| 1991  | Русский хор имени А. В. Свешникова и оркестр Большого театра                                                       | Андрей Чистяков   | Собакин — Пётр Глубокий, Марфа — Екатерина Кудрявченко, Грязной — Владислав Верестников, Лыков — Аркадий Мишенькин, Любаша — Нина Терентьева                                                | Le Chant du Monde «Saison Russe» LDC288 056-7      |                                    |
| 1999  | Хор и оркестр Мариинского театра                                                                                   | Валерий Гергиев   | Собакин — Геннадий Беззубенков, Марфа — Марина Шагуч, Грязной — Дмитрий Хворостовский, Лыков — Евгений Акимов, Любаша — Ольга Бородина                                                      | Philips 462 618-2                                  |                                    |

Видеозаписи
| Год  | Организация                      | Дирижёр           | Солисты | Производитель     | Примечания           |
| ---- | -------------------------------- | ----------------- | --- | ----------------- | -------------------- |
| 1983 | Хор и оркестр Большого театра    | Юрий Симонов      | Собакин — Александр Ведерников, Марфа — Лидия Ковалева, Грязной — Юрий Григорьев, Лыков — Евгений Шапин, Любаша — Нина Терентьева, Бомелий — Константин Пустовой           | Гостелерадио СССР | (недоступная ссылка) |
| 2013 | Берлинская государственная опера | Даниэль Баренбойм | Собакин — Анатолий Кочерга, Марфа — Ольга Перетятько, Грязной — Иоганнес Мартин Кренцле, Лыков — Павел Чернох, Любаша — Анита Рачвелишвили, Сабурова — Анна Томова-Синтова | Bel Air Classics  |                      |

Фильмография
| Год  | Организация                   | Дирижёр / Режиссёр                    | Солисты | Производитель      | Примечания                     |
| ---- | ----------------------------- | ------------------------------------- | --- | ------------------ | ------------------------------ |
| 1965 | Хор и оркестр Большого театра | Евгений Светланов / Владимир Гориккер | Марфа — Галина Олейниченко, Любаша — Лариса Авдеева, Грязной — Евгений Кибкало, Александр Ведерников, Евгений Райков | Рижская киностудия | Фильм-опера «Царская невеста». |